# Quarta Coalició
La Quarta Coalició va ser una aliança organitzada contra l'Imperi Francès de Napoleó entre els anys 1806 i 1807. Els participants en aquesta coalició van ser Anglaterra, Prússia, Rússia, Saxònia i Suècia.

## Antecedents
La majoria dels membres d'aquesta coalició ja es trobaven lluitant prèviament contra França com a part de la Tercera Coalició, de manera que no hi va haver un període intermedi de pau. El 1806, a instigació d'Anglaterra i gràcies als abundants subsidis prodigats pel gabinet de Londres a la cort de Prússia, aquesta última es va unir a la coalició tement el poder emergent de França després de la derrota austríaca. Prússia i Rússia es van mobilitzar per a una nova campanya, i les tropes prussianes es van concentrar a Saxònia.

## La guerra
Napoleó va contraatacar, derrotant els prussians de manera decisiva en les batalles de Jena i Auerstädt, l'octubre de 1806. Les forces franceses de Napoleó van ocupar llavors Prússia, capturant Berlín el 25 d'octubre de 1806, i marxant sobre l'est de Prússia i la frontera russa, on van tenir una trobada amb les tropes russes a la batalla d'Eylau, el febrer de 1807, i on l'avanç de Napoleó va ser detingut breument.
El 24 de maig de 1807, el setge de Danzig va acabar quan el general prussià Friedrich Adolf von Kalckreuth va capitular davant el mariscal francès François Joseph Lefebvre, i amb Danzig assegurada, Napoleó podia atacar l'exèrcit de Bennigsen, però els russos van ordenar a les seves columnes a convergir sobre el mariscal Michel Ney, derrotat els dies 5 i 6 de juny a la batalla de Guttstadt-Deppen, però va aconseguir escapar cap al riu Pasłęka, al sud-oest amb la major part dels seus soldats. Napoleó va ordenar al seu exèrcit de 190.000 homes a acostar-se als 100.000 russos i 15.000 prussians. Levin August von Bennigsen, en saber-ho va ordenar a les seves tropes a retirar-se a Lidzbark Warminski (Heilsberg) i va prendre fortes posicions defensives al voltant de la ciutat. L'exèrcit francès, de Murat i Lannes, va atacar el 10 de juny. Bennigsen va repel·lir diversos atacs, causant enormes baixes franceses, però va haver de retirar-se cap Friedland l'endemà, on les forces russes van ser destruïdes, el 14 de juny de 1807 i Nicolas Jean de Dieu Soult aconseguí capturar Königsberg. i tres dies després Rússia demanava una treva.

## Conseqüències
Pel posterior Tractat de Tilsit, el juliol de 1807, França va fer la pau amb Rússia i va forçar a Prússia a cedir la meitat dels seus territoris a França, al Regne de Westfàlia de Jeroni Bonaparte i al nou Gran Ducat de Varsòvia. Napoleó ara tenia virtualment el control absolut sobre l'oest i el centre d'Europa. El 12 d'octubre de 1808 al congrés d'Erfurt es va refermar el tractat de Tilsit cosa que li permeté reduir el nombre de soldats al front oriental europeu i concentrar els seus efectius militars a la península Ibèrica per a la Guerra del Francès. L'aliança es va trencar i Alexandre es va convertir novament en enemic de França.